# Schefflera junghuhniana
Schefflera junghuhniana är en araliaväxtart som först beskrevs av Friedrich Anton Wilhelm Miquel, och fick sitt nu gällande namn av Hermann August Theodor Harms. Schefflera junghuhniana ingår i släktet Schefflera och familjen araliaväxter.
Artens utbredningsområde är Java. Inga underarter finns listade.